# Mantle
Mantle è un set di API di basso livello sviluppate da AMD come alternativa a DirectX e OpenGL, principalmente usate per piattaforma PC. L'implementazione attuale riguarda soltanto le GPU con architettura AMD Core Next. Mantle è stato creato per permettere di utilizzare in modo più efficiente le GPU per giochi e applicazioni e beneficiare di porting più semplici tra diverse piattaforme.
L'obiettivo di Mantle è di far utilizzare alle applicazioni e ai giochi la CPU e la GPU più efficientemente, eliminando i colli di bottiglia della CPU riducendo l'overhead, permettendo la distribuzione su più core, mettendo a disposizione routine di disegno più veloci, e permettendo un maggiore controllo sulle pipeline eliminando certi aspetti dell'astrazione hardware inerenti alle maggiori API in circolazione, raggiungendo un maggiore grado di libertà nella programmazione da parte degli sviluppatori.
Da queste librerie sono state sviluppate le Vulkan.

## Uso
- Durante una presentazione al GPU '14 Tech Day (evento AMD) è stato detto che Frostbite 3 avrebbe incluso una compatibilità con Mantle.[3] Il primo gioco basato sul motore Frostbite 3 che sfrutta le API Mantle è Battlefield 4.[4]
- Mantle sarà usata per i giochi Star Citizen e Thief, e nell'imminente motore grafico Nitrous.[5][6]
- Altri 15 giochi supporteranno Mantle, incluso Plants vs. Zombies: Garden Warfare che la userà come libreria predefinita. [7]

## GPU Supportate
- AMD Radeon R9 Series
- AMD Radeon R7 Series
- AMD Radeon HD 7000 Series
- AMD Radeon HD 8000 Series
- AMD A10-7000 Series e AMD A8-7000 Series APU